# Esbjerg
Esbjerg è una città danese situata nella regione della Danimarca Meridionale. La città è il capoluogo del comune omonimo.
È la quinta città più grande della Danimarca. Il suo porto, uno dei più grandi del Mare del Nord, è collegato regolarmente con molte città della Scozia. È fronteggiata dall'isoletta di Fanø. 

## Storia
Fino alla metà del XIX secolo Esbjerg era un villaggio costituito da poche case. 
In seguito alla seconda guerra dello Schleswig (1864) la Danimarca dovette cedere i ducati dello Holstein e dello Schleswig rimanendo senza porti sul mare del Nord, il governo danese decise quindi di costruire un nuovo porto sulla costa occidentale dello Jutland. La scelta cadde su Esbjerg, l'isola di Fanø e la penisola di Skallingen  offrivano infatti protezione dalle tempeste del mare del Nord.
Dal 1868 iniziò la sua espansione per decreto reale fino al 1874, anno in cui fu collegata tramite ferrovia a Varde e Fredericia, un importante centro sulla costa orientale dello Jutland. Il porto, inizialmente destinato all'esportazione di bestiame verso i porti del Regno Unito divenne ben presto un importante porto peschereccio favorendo la creazione di numerose industrie legate alla lavorazione del pesce.
Nel 1893 la città di Esbjerg divenne una municipalità a sé stante (inizialmente conosciuta come Esbjerg Ladeplads), ricevette lo status di città di mercato nel 1899 e incorporò la parrocchia di Jerne, situata ad est della città, nel 1945. Vi fu una rapida espansione della popolazione, nel 1901 la cittadina aveva 13 355 abitanti, nel 1921 erano 24 115.
La popolazione della città crebbe velocemente: dai 400 abitanti del 1870 si passò a 1 529 nel 1880 e, nel 1890, a 4 211.
Tra la fine del XIX e l'inizio del XX secolo furono costruiti numerose infrastrutture ed edifici istituzionali, il municipio e il tribunale nel 1891, l'impianto idrico e quello del gas nel 1896 e quello elettrico nel 1907. Il primo ospedale, inaugurato nel 1894 divenne ben presto troppo piccolo e fu rimpiazzato da un nuovo edificio nel 1907.
Fondata nel 1895 la fabbrica di burro, Dansk Andels Smørpakkeri, diede impiego a circa 150 lavoratori fino al 1920, imballando e spedendo burro per il mercato di Londra. Si espanse in seguito, andando ad inserirsi anche nel mercato delle uova, divenendo la Dansk Andels Ægeksport. Oggi giorno si basa sulla produzione di circa 140 aziende casearie dello Jutland.
Dopo la seconda guerra mondiale si svilupparono numerose industrie agricole, specialmente nel campo della produzione della carne, che offrivano lavoro a circa 300 lavoratori. Il macello Esbjerg Andels-Slagteri fu fondato nel 1887, divenne il sesto della Danimarca nel 1962. Divenne parte del Vestjyske Slagterie nel 1986 per poi venire acquisito, nel 2001, dalla Corona Danese. L’abitato cominciò ad allargarsi fisicamente: nel 1967 annesse il comune parrocchiale di Skast, capoluogo dell’omonima centena dalla quale nel 1969 incorporò anche le parrocchie di Bryndum e Vester Nebel, per poi passare nel 1970 a Guldager (9766 abitanti), Sneum (445) e Tjæreborg (2234), per un totale di 75.013 anime, a cui si aggiunsero i circa 300 paesani della parrocchia di Hostrup.

## Geografia
Ha un clima mite, con escursioni termiche molto scarse, estati fresche (21°/15°) e inverni abbastanza freddi e molto umidi (3°/0°). 

## Monumenti e luoghi di interesse
Il primo progetto della città fu eseguito da H. Wilkens nel 1870 e prevedeva un reticolo stradale perpendicolari a forma di griglia rettangolare. La piazza del mercato (Torvet) fu posizionata al centro della città, a metà tra il porto e la stazione ferroviaria. Il piano urbanistico venne ampliato più volte fino a prevedere una popolazione di 100.000 abitanti.  La struttura a reticolo venne abbandonata col piano urbanistico del 1922 e successivi.
Tra gli architetti che hanno lasciato il segno nei primi anni di espansione della città è da citare C.H. Clausen, progettista tra l'altro della torre dell'acqua (Vandtårn) edificata tra il 1896 e il 1897 ispirata alla Nassauer Haus di Norimberga.
In prossimità della spiaggia di Sædding, si trova il monumento L'uomo incontra il mare inaugurato nel 1995 e opera dello scultore Svend Wiig Hansen (1922 - 1997).

## Cultura
La città è stata eletta "Città dell'anno" due volte. La prima volta nel 1997, quando la città è stata insignita del titolo per il lavoro aziendale tra le imprese pubbliche e private. La seconda, nel 2006 per il lavoro e il sostegno dei giovani talenti, in particolare dello sport, dell'arte e della musica. 

### Eventi
La città organizza un festival annuale di musica che dura due fine settimana (nove giorni) durante la metà di agosto e si concentra intorno alla piazza centrale (Torvet) che ospita il palco principale. Il festival ha celebrato il suo 10º anniversario nel 2006. Esbjerg è una delle città centrali dell'Università della Danimarca meridionale, e ospita anche un ramo dell'Università di Aalborg e IT Academy West.

## Economia
La città era il più grande porto di pesca della Danimarca, e il porto è ancora il motore economico della città. Nonostante i numerosi traghetti che collegano la città al Regno Unito Esbjerg non è una meta turistica; la guida Lonely Planet afferma che "nessuno viene a Esbjerg per una vacanza, infatti, come in molti altri porti industriali, la maggior parte dei visitatori la attraversano il più in fretta possibile". 
Oltre al settore della pesca, Esbjerg è anche la città principale per il petrolio della Danimarca e le attività offshore. Aziende come Maersk, Ramboll, Stimwell Servizi, ABB, Schlumberger, COWI e Atkins hanno attività in città legate al mare aperto. Esbjerg è iniziata ad essere la base dell'industria petrolifera danese quando gas e petrolio iniziarono ad essere estratti dai giacimenti del mare del Nord. Inoltre, di recente è divenuta un centro per la spedizione di turbine eoliche offshore. Numerosi pezzi sono stati anche spediti in Regno Unito, oltre ad essere fornitrice dei componenti per il 65% delle pale eoliche della Danimarca. 
Dato il grande incremento dell'impiego di energia eolica previsto in Danimarca, 12 aziende, tra cui DONG Energy e Bluewater Energy Services, hanno programmato di costruire un centro offshore ad Esbjerg. Inoltre il porto, in previsione di questo progetto, è stato significativamente ampliato nel 2013 con l'inaugurazione dell'Østhavn aggiungendo una superficie di 650000 m² al porto già esistente.

## Sport

### Calcio
La squadra principale della città è l'Esbjerg forenede Boldklubber, la società fondata nel 1924 e anche nota come EfB gioca le sue partite presso la Blue Water Arena.